# Tramwaje w Gävle
Tramwaje w Gävle − zlikwidowany system komunikacji tramwajowej w szwedzkim mieście Gävle, działający w latach 1919–1956.

## Historia
13 listopada 1909 uruchomiono dwie linie:
- niebieska: Kaserngatan − Tullhuset
- czerwona: Stadsträdgården − Femte Tvärgatan

1 stycznia 1927 otwarto pierwszy fragment linii zielonej: Islandsplan – Nygårdarna. 24 grudnia 1929 przedłużono linię zieloną z Nygårdarna do Karskär. 1 stycznia 1930 linię niebieską skrócono z Tullhuset do Nygatan. 4 listopada 1933 linię niebieską wydłużono z Kaserngatan do Albion. 19 czerwca 1946 linię niebieską zawieszono, a tabor skierowano na linię czerwoną. 9 sierpnia 1946 przywrócono normalny układ linii. 11 września 1948 zlikwidowano linię niebieską. Kolejną zlikwidowaną linią była linia czerwona, którą zamknięto 19 października 1952. Ostatnią linię (zieloną) zlikwidowano 5 kwietnia 1956. Tramwaje w Gävle od momentu uruchomienia były elektryczne i kursowały po torach o szerokości 1435 mm.

## Linie
W Gävle istniały trzy linie tramwajowe (trasy na 1940):
- czerwona: Stadsträdgården − Femte Tvärgatan
- niebieska: Nygatan − Albion
- zielona: Islandsplan − Karskär

## Tabor
W mieście eksploatowano następujące tramwaje:
- 11 wagonów silnikowych, wagony były ponumerowane od 15 do 24 i 35808
- 7 wagonów doczepnych, wagony były ponumerowane od 101 do 107